# Laura Weissmahr
María Laura Weissmahr, née en 1992 à Tarifa, en Andalousie, est une actrice espagnole.
En 2025, elle est la lauréate du prix Goya du meilleur espoir féminin et le Prix Gaudí de la révélation, pour le film Salve María de Mar Coll.

## Biographie
Elle naît à Tarifa, en Andalousie et étudie à l'Escola d’Art Dramàtic Eòlia de Barcelone, en Catalogne. Elle est diplômée en Film and Television Production de l'université de Westminster, au Royaume-Uni.
Elle travaille dans plusieurs projets de documentaires, puis débute en tant qu'actrice dans le film Júlia ist (2017) d'Elena Martín. Elle participe aussi à des court-métrages.
En 2020, elle joue dans L'ofrena de Ventura Durall, avec Àlex Brendemühl et Verónica Echegui, et No mataràs (Cross the line) de David Victori, avec Milena Smit.
Au théâtre, elle joue dans plusieurs pièces présentées par le collectif VVAA dont Baby ne more (2014, Théâtre National de la Catalogne). Elle participe à des performances avec Jordi Colomer, à la Biennale de Venise et au Musée d'Art contemporain de Barcelone (MACBA)  de Barcelone en 2024,,.
En 2021, elle joue le rôle principal du vidéoclip Perra de Rigoberta Bandini.
Elle connaît le succès international grâce à son rôle dans le film Salve Maria, de Mar Coll, adaptation du roman Pas les mères de Katixa Agirre, avec Oriol Pla,, film pour lequel elle remporte plusieurs prix, dont le Prix Goya du meilleur espoir féminin et le Prix Gaudí 2025 de la révélation,.

## Filmographie principale
- 2025 : Salve Maria  de Mar Coll : Maria

## Récompenses et distinctions
- Prix Gaudí 2025 : meilleure révélation féminine
- Prix Goyas 2025 : meilleur espoir féminin[13]